# Liste der Naturdenkmale im Landkreis Rotenburg (Wümme)
Die Liste der Naturdenkmale im Landkreis Rotenburg (Wümme) nennt die Listen der Naturdenkmale im Landkreis Rotenburg (Wümme) in Niedersachsen.
Mit einer am 16. Mai 2019 in Kraft getretenen Verordnung wurden 172 der bis dahin 173 Naturdenkmale im Landkreis gelöscht. Gleichzeitig wurden einige davon erneut und andere neu verordnet.
2022 wurden 26 Alleen neu oder erneut als Naturdenkmal verordnet.
Im Landkreis Rotenburg (Wümme) gab es danach 97 Einzelnaturdenkmale sowie 26 Alleen und Baumreihen.
| Kommune/Samtgemeinde      | Liste der Naturdenkmale | Anzahl |
| ------------------------- | --- | ------ |
| Bremervörde               | Liste der Naturdenkmale in Bremervörde | 08     |
| Gnarrenburg               | Liste der Naturdenkmale in Gnarrenburg | 05     |
| Rotenburg (Wümme)         | Liste der Naturdenkmale in Rotenburg (Wümme) | 09     |
| Scheeßel                  | Liste der Naturdenkmale in Scheeßel | 09     |
| Visselhövede              | Liste der Naturdenkmale in Visselhövede | 0      |
| Samtgemeinde Bothel       | Liste der Naturdenkmale in der Samtgemeinde Bothel *Naturdenkmale in Brockel *Naturdenkmale in Hemsbünde *Naturdenkmale in Hemslingen *Naturdenkmale in Kirchwalsede *Naturdenkmale in Westerwalsede                         | 11     |
| Samtgemeinde Fintel       | Liste der Naturdenkmale in der Samtgemeinde Fintel *Naturdenkmale in Fintel *Naturdenkmale in Helvesiek *Naturdenkmale in Lauenbrück *Naturdenkmale in Vahlde                                                                | 07     |
| Samtgemeinde Geestequelle | Liste der Naturdenkmale in der Samtgemeinde Geestequelle *Naturdenkmale in Basdahl *Naturdenkmale in Hipstedt *Naturdenkmale in Oerel                                                                                        | 08     |
| Samtgemeinde Selsingen    | Liste der Naturdenkmale in der Samtgemeinde Selsingen *Naturdenkmale in Anderlingen *Naturdenkmale in Farven *Naturdenkmale in Ostereistedt *Naturdenkmale in Rhade *Naturdenkmale in Sandbostel *Naturdenkmale in Selsingen | 16     |
| Samtgemeinde Sittensen    | Liste der Naturdenkmale in der Samtgemeinde Sittensen *Naturdenkmale in Hamersen *Naturdenkmale in Klein Meckelsen *Naturdenkmale in Sittensen *Naturdenkmale in Vierden *Naturdenkmale in Wohnste                           | 06     |
| Samtgemeinde Sottrum      | Liste der Naturdenkmale in der Samtgemeinde Sottrum *Naturdenkmale in Ahausen *Naturdenkmale in Bötersen *Naturdenkmale in Hellwege *Naturdenkmale in Horstedt *Naturdenkmale in Reeßum *Naturdenkmale in Sottrum            | 13     |
| Samtgemeinde Tarmstedt    | Liste der Naturdenkmale in der Samtgemeinde Tarmstedt *Naturdenkmale in Breddorf *Naturdenkmale in Hepstedt *Naturdenkmale in Vorwerk *Naturdenkmale in Wilstedt                                                             | 05     |
| Samtgemeinde Zeven        | Liste der Naturdenkmale in der Samtgemeinde Zeven *Naturdenkmale in Elsdorf *Naturdenkmale in Gyhum *Naturdenkmale in Heeslingen *Naturdenkmale in Zeven                                                                     | 22     |